# 박부경
박부경(朴富庚, 1961년 10월 29일 ~ )은 대한민국의 제7대 울산광역시 남구의원이다.

## 학력
- 연산국민학교 졸업
- 동래중학교 졸업
- 동래전자고등학교 졸업
- 경남정보대학교 졸업
- 명신대학교 사회복지학과 졸업

### 비학위 수료
- 울산대학교 정책대학원 행정학 석사 졸업

## 경력
- 선암동 체육회장
- 울산외국어협회 회장
- 선암동 주민자치위원장
- 울산중앙로타리 회장
- 개운초등학교 운영위원장
- 울산 외국어협회 고문
- 울산 외국어 이사
- 울산 외국어 회장
- 민주평화통일 울산 남구 자문위원회 위원
- 울산화력5복합 추진위원
- 탐앤제인어학원 원장
- 자유한국당 울산시당 남구 을 당협의회장
- 2018.07 ~ 2020.01 제7대 울산광역시 남구의회 의원
- 2018.07 ~ 2020.01 제7대 울산광역시 남구의회 전반기 의회운영위원회 위원장
- 2018.07 ~ 2020.01 제7대 울산광역시 남구의회 전반기 행정자치위원회 위원

## 공직선거법 위반
자유한국당 박부경 의원은 지방선거 당시 선거비용 제한을 초과해 선거비용을 지출하고, 선거비용 외 정치자금을 지출한 혐의로 기소되어 1심에서 당선무효형에 해당되는 벌금 400만원이 선고되었다. 2019년 11월 20일 항소가 기각되었다. 2020년 1월 16일 대법원에서 상고가 기각되어 형이 확정됐다.

## 역대 선거 결과
| 실시년도 | 선거      | 대수 | 직책   | 선거구                | 정당       | 득표수   | 득표율          | 순위 | 당락 | 비고           |
| -------- | --------- | ---- | ------ | --------------------- | ---------- | -------- | --------------- | ---- | ---- | -------------- |
| 2018년   | 지방 선거 | 7대  | 구의원 | 울산 남구 (바 선거구) | 자유한국당 | 6,594 표 | \| \| 28.84% \| | 2위  |      | 초선, 민선 7기 |
|          | 28.84%    |      |        |                       |            |          |                 |      |      |                |